# Japeri
Japeri város Brazíliában, Rio de Janeiro államban. Lakosainak száma 96 289 fő (2022). Japeri Miguel Pereira, Queimados, Nova Iguaçu, Paracambi és Seropédica községekkel határos.

## Népesség
A település népességének változása:
| Lakosok száma | 83 278 | 95 492 | 105 548 | 106 296 | 96 289 |
|               | 2000   | 2010   | 2020    | 2021    | 2022   |